# Яроповицький заказник

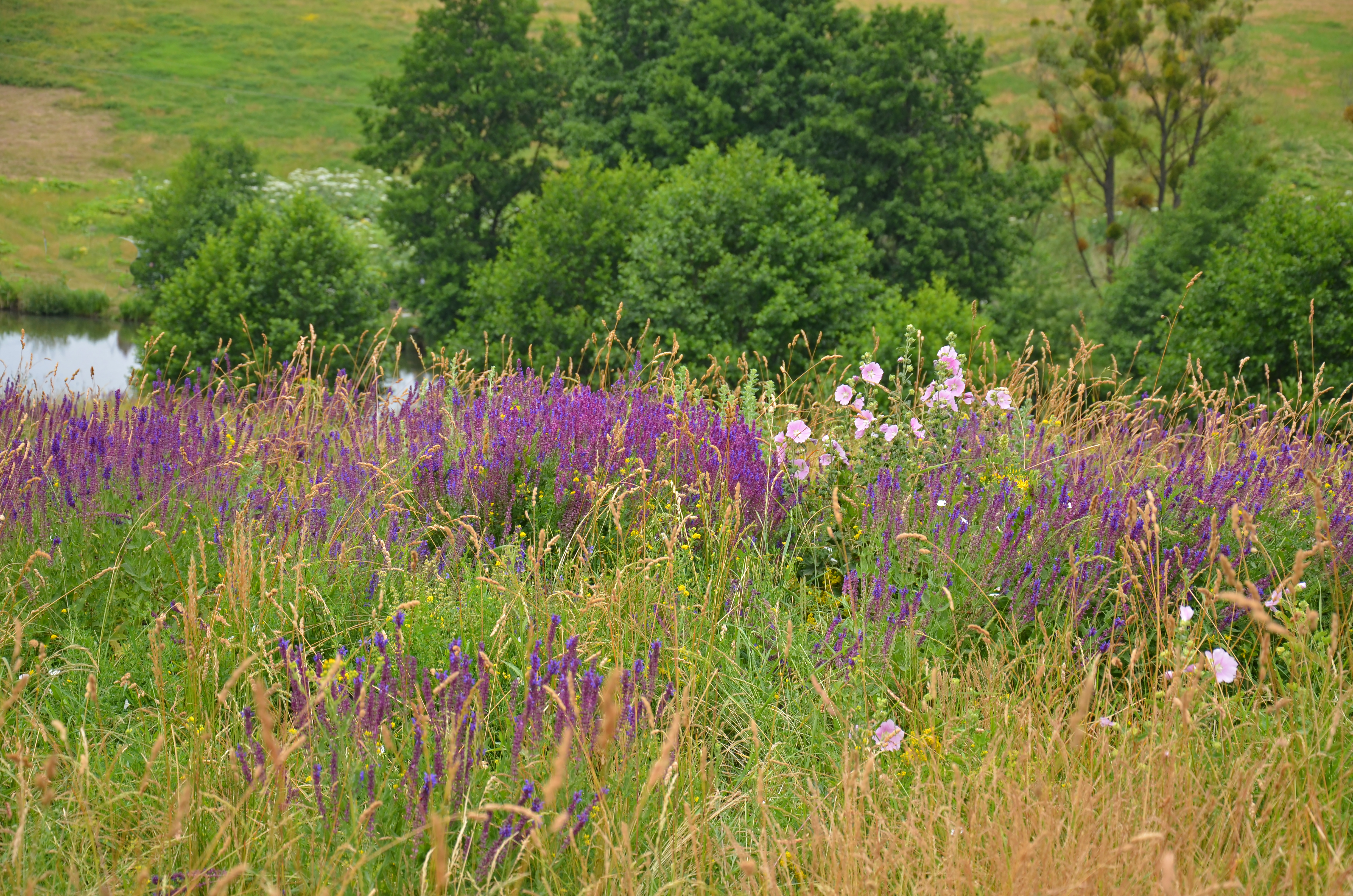
Барвисте різнотрав'я в заказнику

Яропо́вицький заказник — ландшафтний заказник місцевого значення в Україні. Розташований у межах Андрушівського району Житомирської області, при південній околиці села Яроповичі. 
Площа 10,5 га. Статус присвоєно згідно з рішенням 29 сесії облради 7 скликання від 18.12.2019 року № 1792. Перебуває у віданні ДП «Коростишівський лісгосп АПК» (Андрушівське лісництво, кв. 22, вид. 17, 18, 20, 21, 22, 23, 24, 25). 
Статус присвоєно для збереження мальовничої природної балки завдовжки бл. 1300 м, завширшки 300-500 м і завглибшки 30 м зі стрімкими схилами, які заліснені сосновими культурами. Є ділянки лісостепового ландшафту з лучно-степовою рослинностю. Зростають популяції регіонально рідкісного виду — дзвоники сибірські. 
На території заказника розташована пам'ятка археології — давньоруське городище Ярополч.

## Фотогалерея

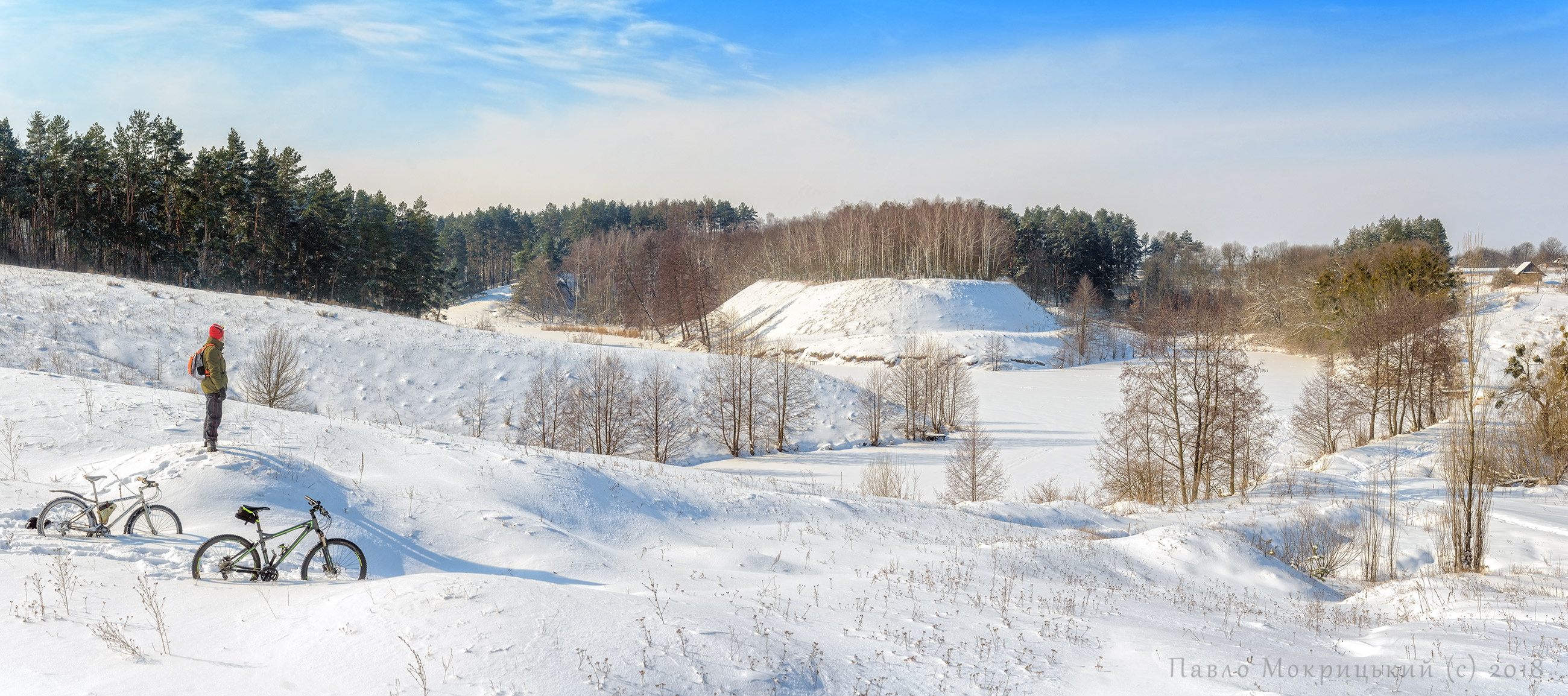
Замчище Ярополч взимку, 2018 рік